# Droit de la concurrence en Suisse
Le droit de la concurrence en Suisse représente l'ensemble des normes légales suisses concernant la concurrence (en particulier les cartels) et leur application.
Jusqu'en 1962, la Suisse ne connaît pas de loi dédiée aux cartels, et reste permissive envers ces pratiques. En 1962, la Confédération se dote d'une première législation en la matière mais son application n'est pas efficace, de sorte à maintenir une économie fortement cartellisée. Après deux révisions, dont une importante en 1995, la Suisse dispose d'un système moderne, plus compatible avec les règles européennes, sans être toutefois complètement identiques. La Commission de la concurrence, chargée de l'application de la loi sur les cartels, est pourvue d'un arsenal de sanctions contre les entreprises abusant du marché et d'un pouvoir de contrôle étendu en matière de fusion.

## Histoire
En l'espace de 50 ans, le droit suisse passe d'une législation très permissive envers les cartels à une loi moderne, efficace et compatible avec le droit européen,.

### Avant 1962

L'agriculture suisse est divisée en plusieurs cartels, en particulier après les deux guerres mondiales.

Après les deux guerres mondiales, l'économie suisse est construite autour de multiples cartels, particulièrement après la Deuxième Guerre mondiale. Les faîtières (associations ou coopératives), traditionnellement puissantes en Suisse, contribuent à cloisonner le marché et imposer des prix concertés entre les membres de la faîtière. Ces faîtières sont aussi bien connectées avec les autorités politiques et administratives. Les promoteurs de ce système y voient un mécanisme d'entraide et un moyen de protéger les petites et moyennes entreprises. À titre d'exemple, l'Union centrale des producteurs suisses de lait comprend près de 134 000 membres après la Seconde Guerre mondiale, ce qui la rend un des plus gros cartels connus en Suisse.
La législation suisse sur les cartels ne voit pas le jour avant les années 1960. Avant la première loi sur les cartels, les conséquences négatives des cartels sont considérées comme une atteinte illicite à la personnalité (au titre des articles 27 et 28 du code civil), donc comme un abus de la liberté contractuelle. Le Tribunal fédéral adopte une jurisprudence dite des boycotts, où il déclare que les cartels ne sont en principe ni illicites ni contraires aux mœurs. Cette attitude favorable envers les cartels commence dès 1896 avec l'arrêt Vögltin dans le cadre de plusieurs accords verticaux et horizontaux dans le domaine de la production de farine dans le canton d'Argovie. Le Tribunal fédéral considère le boycott comme illicite, mais par le cartel en tant que tel (qui a prononcé le boycott). Au milieu des années 1920, le Tribunal fédéral en arrive même à laisser des boycotts distordant de manière grave la concurrence.
Juste avant la Deuxième Guerre mondiale, une révision de la Constitution fédérale est décidée, octroyant à la Confédération la possibilité de réguler les cartels si ceux-ci provoquent des conséquences graves au niveau social et économique (article 31bis alinéa 3 lettre d de la Constitution de 1874), mais la disposition n'entre en vigueur qu'à partir de 1947 à cause du conflit. Une initiative populaire, dite « initiative sur les cartels », est lancée en 1955 (soutenu par l'Alliance des indépendants) et vise à lutter contre les abus du marché, en interdisant complètement les cartels. L'initiative est refusée par presque trois-quarts des votants en janvier 1958,.
Alors que cela puisse paraître contradictoire, la LCart se base sur la liberté économique (consacrée depuis 1999 par l'article 27 de la Constitution fédérale). Le Tribunal fédéral affirme dès 1982 que la restriction de l'activité économique dans le domaine des cartels est compatible avec la Constitution.

### Loi sur les cartels de 1962

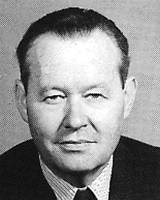
Hans Schaffner est le conseiller fédéral responsable de porter la première loi sur les cartels en 1962.

Sur base du nouvel article constitutionnel entré en vigueur en 1947, l'Assemblée fédérale effectue en 1962 la codification de la jurisprudence appliquée jusque là. L'adhésion de la Suisse à l'Association européenne de libre-échange en 1960 est également un élément décisif pour l'adoption de cette loi.
La loi sur les cartels de 1962 (LCart 62) reste sur une orientation individuelle des cartels, et ne prend pas en compte les conséquences macroéconomiques. Autrement dit, la loi doit en premier lieu protéger les individus victimes de cartels, mais pas protéger l'économie. Les cartels sont ainsi toujours autorisés, pour autant que ceux-ci ne provoquent pas de conséquences graves pour l'économie. On parle dans ce contexte de principe de l'abus (en allemand « Missbrauchsprinzip »), par opposition au principe d'interdiction (« Verbotsprinzip », en vigueur en Europe et aux États-Unis). Le législateur suisse part ainsi du principe que la liberté contractuelle (et la liberté économique) sont des biens juridiques plus importants que le bon fonctionnement du marché.
Le conseiller fédéral Hans Schaffner parle même ouvertement d'un « programme minimal » devant le Conseil des États, considérant que la loi ne présente pas une menace pour une majorité des cartels en vigueur à ce moment,. L'adoption du principe de l'abus (par opposition à l'interdiction de principe) par le législateur marque une césure vis-à-vis des législations de la CEE et des États-Unis, qui suivent le principe de l'interdiction.
Avec la LCart 62, la Commission des cartels est créée (aujourd'hui Commission de la concurrence), un organe indépendant de l'administration fédérale, composé de onze à quinze membres. Elle ne peut qu'établir l'existence d'un cartel, sans pouvoir prononcer de sanction.

### Loi sur les cartels de 1985

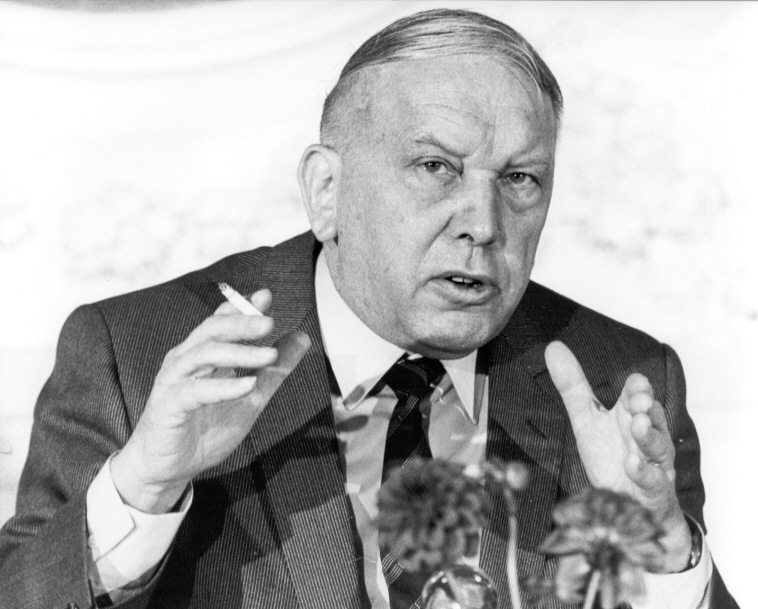
Leo Schürmann, conseiller national, et initiateur de la révision totale de 1985.

En 1972, une révision totale de la LCart est lancée, mais dure jusqu'en 1985, ce qui est long pour le processus législatif suisse. L'élément déclencheur pour cette révision est une motion déposée par le conseiller national Leo Schürmann, également président de la Commission des cartels. La motion demande en substance l'introduction d'une obligation d'annonce en cas de concentration d'entreprises, de même que l'introduction de sanctions en cas de non-respect des recommandations de la Commission des cartels. Après adoption de la motion en 1972, le Conseil fédéral la Commission des cartels en commission d'experts chargée de présenter un projet de loi. La procédure de consultation a lieu entre 1979 et 1980, à la suite de quoi le gouvernement fédéral présente un message en 1981 avec une LCart totalement révisée, adoptée par le Parlement en 1985.
La révision de 1985 (LCart 85) reste majoritairement sur la ligne de celle de 1962. Une nouvelle caractéristique est que la lutte contre les cartels pour protéger l'économie est mise au même niveau que la protection des individus face aux cartels. La Suisse passe ainsi d'un système de la concurrence possible au système de la concurrence effective.
La LCart 85 consacre également la méthode dite du solde (en allemand « Saldomethode »), une méthode spécifiquement suisse. La Commission des cartels prend (« met en balance ») les effets utiles et les effets nuisibles du cartel, inclus « tous les autres effets importants comme ceux sur la qualité, sur l'approvisionnement, sur la structure de la branche économique, sur l'économie régionale, sur la capacité de concurrence des entreprises suisses dans le pays et à l'étranger, ainsi que sur les intérêts des travailleurs et des consommateurs concernés ». Si les éléments positifs surpassent les éléments négatifs, alors la Commission autorise le cartel. Cette procédure, subjective par nature, est lente et en fin de compte pas efficace pour lutter contre les cartels,. La loi manque toutefois d'instruments juridiques efficaces pour dissuader l'apparition de nouveaux cartels. Le contrôle contraignant des fusions d'entreprises est également refusé par le Parlement,. La LCart 85 se démarque ainsi encore des principes adoptés en Europe et aux États-Unis.

### Loi sur les cartels de 1995
Selon une étude de l'OCDE de 1992, la cartellisation des prix en Suisse a pour conséquence que les biens d'équipement sont de 30 % plus chers que dans les pays de la CEE avoisinants ; cette différence atteint même 40 % pour les biens de consommation.
Une deuxième révision totale de la législation sur les cartels a lieu au milieu des années 1990. Ce programme est né de la volonté de la Suisse d'adhérer à l'Espace économique européen et contient les mesures législatives nécessaires à l'intégration (appelées collectivement « Eurolex »). La révision du droit de la concurrence ne fait pas partie d'Eurolex, mais le Conseil fédéral décide tout de même de préparer le terrain pour une éventuelle modification. En 1992, peuple et cantons refusent d'adhérer à l'EEE. Le Conseil fédéral considère toutefois que l'économie suisse doit être revitalisée et la législation rendue la plus compatible possible avec le droit européen. La paquet de mesure est rebaptisée « Swisslex » et la révision de la LCart prend une place dominante.
Le Conseil fédéral nomme une commission d'experts indépendants (non membres de la Commission des cartels), sous la présidence de l'ambassadeur Marino Baldi, pour élaborer un avant-projet de loi. Le projet final est envoyé en consultation en 1993, puis soumis au Parlement en 1994. Les partis de gauche et l'Alliance des indépendants soutiennent la loi, mais les partis de droite et l'Union suisse des arts et métiers la critique pour être trop sévère. Christoph Blocher, à ce moment conseiller national, voit dans la limite une restriction trop importante de la liberté économique et de commerce. L'Assemblée fédérale finit l'adopter en octobre 1995 (LCart 95, entrée en vigueur en juillet 1996).
La LCart 95 représente un changement de paradigme dans le droit de la concurrence suisse. Outre la comptabilité avec le droit européen, elle introduit de nouvelles présomptions d'ententes illicites, en particulier dans les prix et dans les quantités de marchandise (art. 4 al. 3 et 4 LCart 95), sans être toutefois des interdictions en soi. La LCart 95 établit également le système des trois piliers, similaire au droit européen : les ententes illicites, les abus de position dominante et les contrôles de fusion d'entreprises.

### Révision de 2003
La dernière révision importante de la LCart a lieu en 2003. Le but principal est l'amélioration de la compétitivité de la Suisse (tout comme la révision de 1995). Le moteur principal pour cette révision est la volonté parlementaire d'introduire des sanctions directes en cas d'entente illicite et d'abus de position dominante. En effet, avant la révision de 2003, les entreprises coupables d'une infraction à la LCart ne peuvent être directement sanctionnées pour les actions.
La principale nouveauté de la révision de 2003 est ainsi le système de sanctions directes, consacrées à l'art. 49a LCart. En complément de ce système, le législateur fédéral introduit un programme de clémence (appelé Bonusregelung en allemand, soit règle du bonus). Une autre nouveauté est l'introduction d'une nouvelle présomption d'entente illicite (pour les accords verticaux), grâce à l'art. 5 al. 4 LCart. La définition d'entreprises dominant le marché est également affinée à l'art. 4 al. 2 LCart.

### Tentatives de révisions depuis 2003
Depuis la dernière révision de 2003, plusieurs tentatives de modification de la LCart sont tentées par le Conseil fédéral.
En application d'une disposition de la LCart, le Conseil fédéral charge un groupe d'experts de la Commission de la concurrence (COMCO), du Bundeskartellamt allemand, de l'Université de Berne et de l'administration fédérale de rédiger un rapport d'évaluation de la révision de 2003. Ce rapport est présenté au Conseil fédéral en décembre 2008 et adopté par le gouvernement en mars 2009.
Ce rapport analyse en particulier les conséquences de l'introduction des sanctions directes. Il recommande au Conseil fédéral de maintenir le système adopté en 2003, mais propose plusieurs modifications, dont une harmonisation du contrôle des concentrations d'entreprise avec le droit européen. Il propose également le renforcement du volet civil du droit des cartels. Dans sa prise de position, le gouvernement fédéral reconnaît certaines carences encore restantes dans la LCart, en particulier au niveau de l'indépendance de la COMCO et au niveau de l'accélération des procédures.
Sur base du rapport de 2009, le Conseil fédéral présente un message au Parlement  en février 2012. Les points saillants du projet de loi sont une réforme institutionnelle (« de grande ampleur »), transformant la COMCO en Autorité de la concurrence, un nouveau rôle pour le Tribunal administratif fédéral, de même que l'introduction du standard SIEC. Le Conseil des États accepte l'entrée en matière en mars 2013, mais le Conseil national s'y oppose par deux fois, et le projet est définitivement refusé en septembre 2014,.
En mars 2021, dans le contre-projet indirect à l'initiative contre l'îlot de cherté (dite initiative pour des prix équitables), le Parlement propose une révision supplémentaire de la LCart : elle propose l'introduction de la notion d'entreprise ayant un pouvoir de marché relatif. Le président de la COMCO, Andreas Heinemann, partage les préoccupations des initiants. Il critique toutefois une idée avancée par le Conseil national, appelée clause de réimportation, qui « interdit que des entreprises suisses achètent à l'étranger des biens suisses réexportés à des prix moins bons que ceux qui sont pratiqués en Suisse »,. À ses yeux, une telle idée remettrait en question les bases fondamentales du droit cartellaire suisse. L'idée n'est toutefois pas retenue dans le projet final adopté par le Parlement,.
Quelques mois plus tard, en mai 2021, Andreas Heinemann plaide pour un renforcement supplémentaire des pouvoirs de la Commission, 25 ans après l'entrée en vigueur de la révision totale de 1995. En effet, il considère que la COMCO a moins de pouvoirs que la Commission européenne, qui peut intervenir dans un nombre important de cas en cas de concentration d'entreprises.

## Bases légales et buts
Comme indiqué dans le préambule de la loi, la LCart se base sur plusieurs fondements constitutionnels. En premier lieu, la Constitution fédérale de 1999 prévoit un article spécifiquement dédié aux cartels, dont la teneur est la suivante : « La Confédération légifère afin de lutter contre les conséquences sociales et économiques dommageables des cartels et des autres formes de limitation de la concurrence » (article 96 alinéa 1 Cst.).
Selon l'article 1 de la loi sur les cartels (LCart), la législation sur la concurrence a « pour but d'empêcher les conséquences nuisibles d'ordre économique ou social imputables aux cartels et aux autres restrictions à la concurrence et de promouvoir ainsi la concurrence dans l'intérêt d’une économie de marché fondée sur un régime libéral ». La loi vise trois objectifs principaux (« trois piliers de la concurrence ») : l'interdiction des ententes illicites, l'interdiction des abus de position dominante sur le marché et le contrôle préventif des concentrations d'entreprises. Le but final est le maintien d'un marché ouvert, c.-à-d. que les fournisseurs et les clients peuvent librement accéder au marché sans un coût ou un effort disproportionnés. Le droit de la concurrence est ainsi conçu comme le cadre légal encadrant les entreprises, et d'une certaine manière comme les règles du jeu économique selon lesquelles les acteurs économiques peuvent exercer leurs activités.
Le Conseil fédéral édicte, peu de temps après l'entrée en vigueur de la LCart 95, une ordonnance détaillant la procédure à suivre pour le contrôle de concentration d'entreprises.
En plus des dispositions des dispositions légales, la Commission de la concurrence a la possibilité d'émettre des communications (« Bekanntmachungen » en allemand), en se basant sur l'art. 6 LCart. Il s'agit de documents juridiques formulés de manière générale et abstraite, publiés à la Feuille fédérale, et sont similaires aux règlements d'exemption en droit européen. Les communications de la COMCO ne sont toutefois pas légalement contraignantes, ni pour la COMCO elle-même, ni pour les tribunaux. Elles servent par contre aux entreprises pour savoir quel comportement adopter. Toutefois, la doctrine considère que la sécurité juridique (en particulier la prévisibilité du droit) exige que l'on peut s'attendre à ce que la COMCO suive ses propres communications,.

## Champs d'application
La LCart s'applique à toute entreprise qui font partie de cartels, qui sont puissantes (avec une position dominante) ou bien qui participent à des concentrations d'entreprises. La forme juridique (société anonyme, société en commandite, etc.) et son fondement (Swisscom, BMW, Nikon et dans certains cas des entités publiques) ne sont pas déterminant pour que la LCart s'applique,,. Les syndicats et les organisations de consommateurs n'entrent pas de le champ d'application car ils ne produisent pas de bien et ne proposent pas de services,.
Le droit suisse applique le critère (ou principe) des effets,, appelé aussi principe de territorialité objective en droit européen,. Cela signifie que la LCart s'applique pour les cas où une entreprise a son siège à l'étranger, mais son action (entente illicite, abus de position ou fusion) produit son effet sur le marché suisse. Le seul élément qui compte est ainsi un effet sur le marché suisse, indépendamment de là où l'effet vient (de Suisse ou de l'étranger). Le principe des effets est une exception au principe en vertu duquel le droit d'un État ne peut s'appliquer que dans l'État qui édicte ledit droit,,. Il s'agit ici d'un point commun entre le droit suisse et le droit européen. Le Tribunal fédéral reconnaît ce principe dès 1967 dans l'arrêt Librairie Hachette SA (deux ans avant la Commission européenne avec la décision 69/243/CEE dans l'affaire « Matières colorantes »).

## Accords illicites
Le droit suisse prévoit que les ententes ou accords qui affectent de manière notable la concurrence sur le marché de certains biens ou services sont illicites, à la condition que celles-ci ne soient pas justifiées par des motifs d'efficacité économique. Les raisons économiques pour lesquelles un accord peut être justifié sont listé dans la loi sur les cartels.
La notion d'accord est avant tout économique ; ainsi, il ne doit pas forcément s'agir d'un contrat au sens du Code des obligations. Comme déjà mentionné, contrairement à la législation américaine (dans le Sherman Antitrust Act) ou européenne (article 101 TFUE), la Suisse n'interdit pas en principe (en latin per se) les accords posant une restriction à la concurrence.

### Types d'accords
Les accords se distinguent par leur nature et leur influence sur la concurrence.

#### Accord horizontal et vertical
De manière générale, indépendamment de la influence sur le marché ou la concurrence, il existe des accords dits horizontaux et verticaux.
Un accord horizontal est un accord passé entre des acteurs qui sont au même niveau d'un segment de marché donné (généralement des concurrents), par exemple Coop et Migros (dans le domaine de la grande distribution) ou bien Swisscom et Sunrise (dans le domaine de la téléphonie mobile).
Un accord vertical est un accord passé entre des acteurs qui sont à des niveaux différents d'un même marché, par exemple un grossiste et un revendeur au détail, ou bien un fabricant de produits d'hygiène bucco-dentaire et des magasins revendeurs (comme dans l'arrêt Gaba).

#### Accords affectant de manière notable la concurrence
Certains accords peuvent affecter la concurrence d'une manière « notable », c'est-à-dire avoir une influence visible sur une composante du marché (par exemple les prix).
La notabilité de cette influence sur le marché se mesure à l'aide de critères quantitatifs (de combien les prix varient par exemple) et qualitatifs (type d'accord passé entre concurrents),. Le critère de notabilité exclut ainsi les accords ayant un faible impact sur la concurrence, aidant le triage effectué par le secrétariat de la COMCO au moment de l'enquête préliminaire. La pondération des critères est appréciée dans son ensemble,. On parle dans ce cas de « cas bagatelle », d'accord avec un impact restreint sur le marché ou d'atteinte restreinte à la concurrence. Dans une de ses communications, la Commission de la concurrence établit qu'il y a un cas bagatelle lorsque l'accord ne touche pas plus de 10 % (accords horizontaux) ou 15 % (accords verticaux) du marché de référence.

#### Cartels durs
Certains accords horizontaux et verticaux sont considérés comme des cartels « durs » car ils suppriment complètement la concurrence. Ceux-ci ne peuvent pas être justifiés par des raisons économiques, car ils sont considérés comme particulièrement nocifs pour la concurrence. La loi prévoit certains cas de figures où il y a une présomption de suppression de la concurrence, cela afin de faciliter et d'alléger le travail des autorités de la concurrence.
Dans le domaine des accords horizontaux, les accords fixant (directement ou indirectement) les prix, les accords qui restreignent la quantité de biens ou services à produire, à acheter ou à fournir et les accords qui opèrent une répartition géographiques des marchés sont considérés comme des cartels durs. Ainsi, un accord passé entre Migros et Coop qui fixerait le prix uniforme de vente pour un kilogramme de banane serait illicite. De même, si Swisscom, Sunrise et Salt se mettent d'accord de ne pas fournir un débit internet supérieur à 100 mégabits par seconde sur natel, il y aurait un accord illicite.
Dans le domaine des accords verticaux, il y a un cartel dur (et donc accord illicite) si des entreprises occupant différents échelons du marché s'accordent pour déterminer des prix minimaux ou des prix fixes ou bien (dans certaines conditions) s'il y a un découpage géographique.
Tout comme les affectant de manière notable la concurrence, les cartels durs peuvent faire l'objet d'une enquête de la part de la COMCO.

### Justification par des raisons économiques
Les accords (horizontaux ou verticaux) affectant de manière notable la concurrence peuvent, sous certaines conditions être justifiés pour des raisons d'efficacité économique,,.

#### Justifications en général
La raison d'être de ses justifications est le postulat que les conséquences contre la concurrence peuvent être compensées par des conséquences positives. Il s'agit ici d'un système similaire au système d'exemption prévus en droit européen à l'article 101 alinéa 3 TFUE,.
Deux conditions doivent être remplies (de manière cumulative). Premièrement, l'accord doit être nécessaire pour atteindre une efficience économique. La loi cite plusieurs cas de figure, dont la réduction des coûts (de production ou distribution) pour les entreprises concernées, l'amélioration des produits ou des procédés de fabrication, la promotion de la recherche ou bien l'exploitation plus rationnelle des ressources. Deuxièmement, l'accord qui souhaite être justifié ne doit « en aucune façon » permettre aux entreprises concluant l'accord de supprimer une concurrence efficace. La seconde condition coule du principe selon lequel un accord écartant complètement la concurrence (cartel dur) ne peut pas être justifié économiquement. Depuis l'arrêt sur le prix du livre de 2002,, le Tribunal fédéral considère la liste des cas de justification comme exhaustive, autrement dit il n'existe pas d'autres cas possibles où un accord pourrait être justifié.

#### Communications sur les justifications
Les justifications énoncées à l'art. 5 al. 2 LCart étant abstraites, le législateur donne la possibilité à la Commission de la concurrence de concrétiser les justifications dans des communications, se basant sur l'art. 6 LCart.
La loi mentionne (de manière non exhaustive toutefois) les catégories d'accords pour lesquelles la COMCO peut émettre des communications,. La LCart permet aussi à la COMCO de régler les accords dans certaines branches. En 2021, la COMCO a émis plusieurs communications, dont dans l'homologation et le sponsor des articles de sport, sur le marché de l'automobile, au sujet des accords verticaux et pour les accords entre PME. Dans certains domaines (celui de l'automobile en particulier), la COMCO prend appui directement sur le droit européen.
Alors que le Conseil fédéral détient ce pouvoir, il n'a pour l'heure pas émis d'ordonnance sur les justifications.

## Abus de position dominante
Les abus de position dominante sont désignées sous le titre de « pratique illicite d'entreprises ayant une position dominante ». Ces pratiques sont considérées comme illicites lorsque les entreprises abusent de leur position (dominante), entravant ainsi l'accès à d'autres entreprises, ou bien si les entreprises dominantes désavantagent leurs partenaires commerciaux.

### Position dominante
La position dominante est définie par la LCart comme une situation où une entreprise est à même de se comporter de manière essentiellement indépendante par rapport aux autres acteurs du marché (ses concurrents, fournisseurs et acheteurs). Dans ce cadre, la COMCO analyse les parts de marché en main de l'entreprise concernée. Cela présume toutefois une définition claire du marché concerné par la position dominante, d'un point de vue matériel (autrement dit quels produits et services sont fournis), d'un point de vue géographique et d'un point de vue temporel. Les autorités regardent à quel point l'offre d'un bien ou d'un service est remplaçable par une autre (selon le principe d'élasticité du marché).
La loi ne dispose pas de valeurs fixes, mais la doctrine élabore la règle générale suivante. En dessous de 20 %, il n'y a pas de position dominante, entre 20 et 40 %, il n'y a en principe pas de position dominante (sauf circonstances particulières), au delà de 40 %, la COMCO peut partir du principe qu'il y a une position dominante (sauf si des circonstances particulières justifient cette position).

### Abus de position
La LCart considère qu'il y a un comportement illicite s'il y a un empêchement d'accès au marché ou s'il y a une exploitation (dans le sens d'abus) du marché en faveur de l'entreprise dominante,. La loi énumère certains cas typiques (de manière non exhaustive,), dont le refus de livraison ou d'achat des marchandises, la discrimination des partenaires commerciaux au niveau des prix ou bien la sous-enchère des prix.
Les abus de position dominante peuvent faire l'objet d'une enquête de la part de la COMCO.

### Exemple d'abus de position dominante

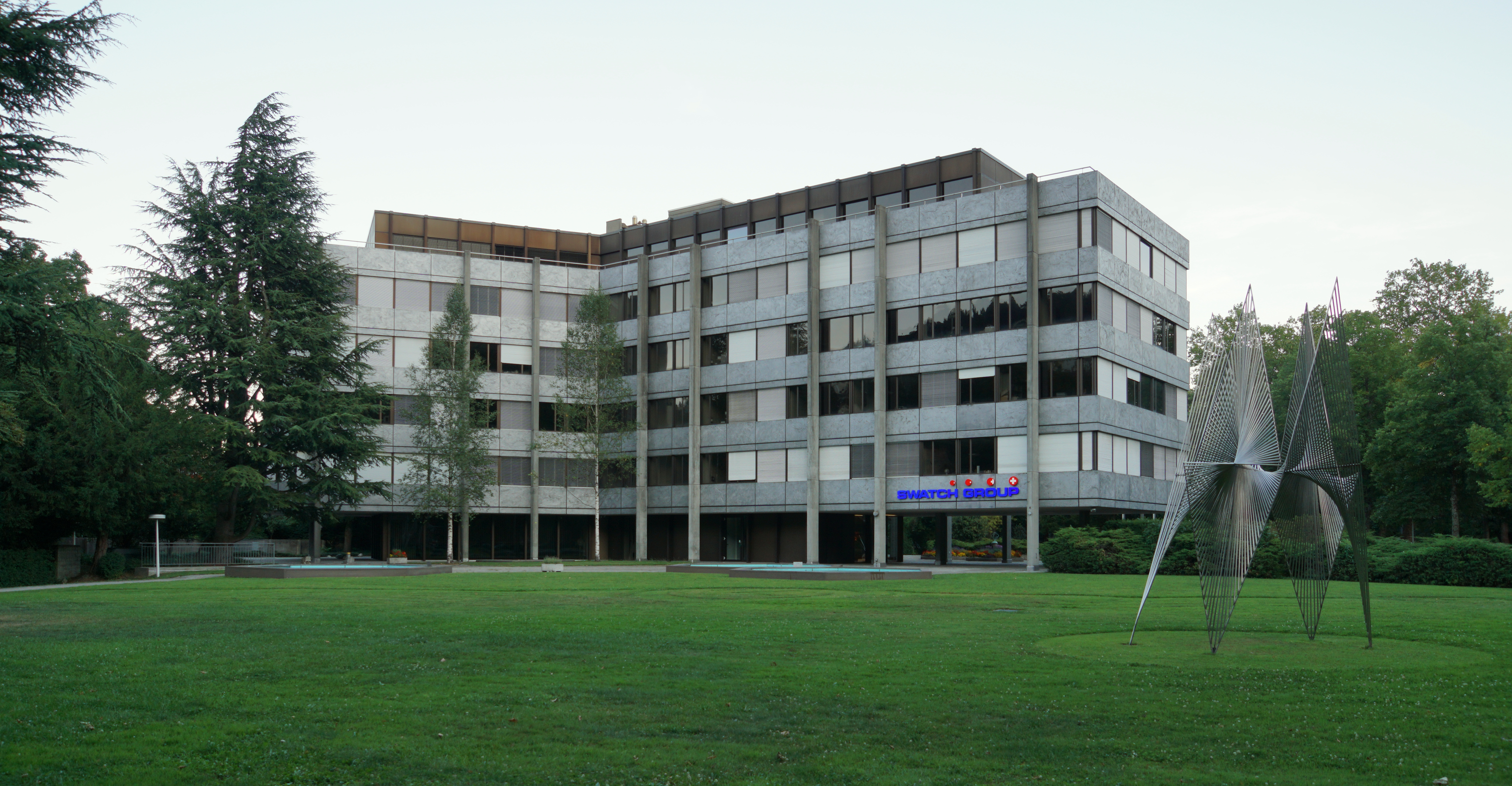
Le groupe horloger Swatch fait l'objet de plusieurs enquêtes depuis les années 2000.

Un exemple d'un abus de position dominante est celui du groupe Swatch dans l'industrie horlogère.
ETA Manufacture Horlogère, filiale du Groupe Swatch, produit et livre des mouvements et des assortiments pour plusieurs entreprises horlogères dans l'Arc jurassien. Au cours du temps, ETA devient le seul producteur de ces pièces non assemblées (appelées collectivement ébauches). Voyant que ses produits sont parfois retravaillés par des concurrents de Swatch, le groupe fondé par Nicolas Hayek décide au début des années 2000 d'arrêter de livrer des ébauches à ses concurrents. La COMCO se saisit de l'affaire et décide d'ouvrir une enquête contre ETA en 2002, qui se conclut par un accord à l'amiable en 2004. Toutefois, la COMCO ouvre de nouveau une enquête contre en 2008 pour des soupçons d'abus de position, dans la mesure où ETA effectue des changements de prix et de conditions de prix qui seraient contraires à la LCart. Cette enquête se solde également par un accord à l'amiable, où le groupe Swatch est contraint à la livraison d'ébauches jusqu'en 2019 à tous ses clients, mais aux mêmes prix et aux mêmes conditions. En 2020, la COMCO analyse de nouveau le marché et constate par décision formelle que l'industrie est en mesure de trouver d'autres fournisseurs d'ébauches, mais ETA (et donc le groupe Swatch) reste en position dominante.
En juin 2021, la COMCO ouvre de nouveau une enquête envers le groupe Swatch, mais contre sa filiale Nivarox, également pour des soupçons d'abus de position dominante dans le marché des mouvements.

## Contrôle des concentrations d'entreprise
La concentration des entreprises présentes sur le marché suisse est soumis à contrôle par la Commission de la concurrence si certains critères sont remplis.
Le contrôle des concentrations s'intéresse aux structures d'un marché, contrairement aux deux autres piliers du droit de la concurrence (accords illicites et abus de position dominante), qui s'intéressent à des comportements spécifiques. De plus, le contrôle des concentrations à un effet préventif, alors que les deux autres domaines sont punitifs (et après les faits).

### Types de concentrations
Le droit des cartels suisses fait la distinction entre trois types de concentrations : la fusion, la prise de contrôle (par exemple à travers une offre publique) et la création d'entreprises communes de plein exercice.
Une fusion a lieu quand deux ou plusieurs entreprises existantes fusionnent pour en devenir une nouvelle ou lorsqu'une entreprise absorbe une autre,, dans le cas par exemple Coop et Migros peuvent fusionner pour devenir une nouvelle entreprise. Il n'a toutefois pas de fusion lorsque lesdites entreprises appartiennent à la même société-mère (dans le cadre d'une restructuration par exemple).
Il y a une prise de contrôle lorsqu'une une entreprise prend le contrôle (direct ou indirect) d'une autre entreprise jusque là indépendante,, à travers une prise de participation au capital par exemple. Plusieurs entreprises peuvent être impliquées dans cette prise de contrôle. Deux exemples récents dans le domaine des télécommunications se sont produits : en avril 2010, la COMCO interdit l'intégration de Sunrise dans le groupe France Télécom (Orange Suisse en 2010, depuis 2015 Salt Mobile), mais autorise la reprise de Sunrise par Liberty Global (propriétaire d'UPC Suisse). Un autre exemple est la reprise des magasins Denner par Migros en 2007.
Une troisième forme de concentration est la création d'une coentreprise (joint venture en anglais), appelé juridiquement « entreprises communes de plein exercice ». Ce cas de figure n'est pas prévu dans la LCart, mais il est réglé dans le cadre de l'ordonnance sur les concentrations,. Il a une concentration par coentreprise dans deux cas de figure. Dans un premier scénario, deux ou plusieurs entreprises existantes oucréent une nouvelle et la rend autonome dans ses actions (avec sa propre direction). Un second scénario, deux ou plusieurs entreprises prennent le contrôle d'une entreprise déjà existante, qui reste autonome,. Un exemple est la création de KOMIPS SA, coentreprise de Migros (via Micarna) et d'IP-Suisse dans le domaine du traitement de la viande de porc,.

### Obligation de notification
Lorsque certains seuils économiques sont atteints, les entreprises souhaitant entreprendre une concentration doivent s'annoncer au préalable à la COMCO,. Seuls les concentrations remplissant les deux critères suivants doivent être notifiées (appelés également critères d'intervention). Le premier critère est que les entreprises concernées réalisent ensemble un chiffre d'affaires de minimum CHF 500 millions en Suisse (ou bien CHF 2 milliards à l'international). Le deuxième critère est qu'au moins deux des entreprises réalise individuellement un chiffre d'affaires d'au minimum CHF 100 millions en Suisse. Des calculs spéciaux s'appliquent pour les banques et les compagnies d'assurances,. Une entreprise considérée comme dominante est de ce fait soumise automatiquement à l'obligation d'annonce,, sans devoir atteindre les valeurs de chiffre d'affaires énoncées plus tôt.
La notification doit avoir lieu avant que les parties (les entreprises voulant effectuer une fusion ou bien créer un coentreprise) n'exécutent la concentration,. En règle générale, la notification a lieu peu après la conclusion de l'acte de concentration. Une violation de cette obligation de notification peut conduire à une sanction administrative, sous la forme d'une amende pouvant aller à CHF 1 million,. La COMCO fait usage de ce pouvoir de sanction par exemple en 2002, dans le cadre de la reprise de société d'assurance-vie Coop Leben Versicherung par Nationale Suisse,.
Selon Patrik Ducrey (directeur de la COMCO depuis 2018), une pratique informelle s'est instaurée, où les entreprises souhaitant effectuer une concentration prennent contact de manière confidentielle avec la COMCO, pour faciliter la procédure d'autorisation. Il parle dans ce cadre de « phase de discrétion ».

### Autorisation par la COMCO
Le simple fait qu'une concentration soit assujettie à l'obligation de notification ne veut pas dire que la concentration soit illicite. Dès réception de la notification, la COMCO étudie le cas de concentration (à l'aide de différents critères d'admission, Eingreifkriterien en allemand). Elle effectue un examen préalable pour déterminer si des indices indiquent une création ou un renforcement d'une position dominante sur le marché. Si la COMCO ne communique rien quant à cette procédure préliminaire dans un délai d'un mois, alors la concentration peut être réalisée sans réserve.
Si cet examen préliminaire met en lumière de tels indices, alors la COMCO décide de procéder à un examen plus approfondi, et publie l'avis d'examen dans la Feuille fédérale et dans la Feuille officielle du commerce,. Lors de cet examen approfondi, les entreprises ne sont pas autorisées à réaliser la concentration (comme demander l'inscription au registre du commerce), mais peuvent déjà engager les préparatifs (comme organiser une assemblée générale qui vote sur la fusion). La COMCO peut toutefois autoriser provisoirement la concentration s'il existe des motifs importants, ; c'est le cas lors d'une fusion ayant pour but l'assainissement d'une entreprise.
La durée de l'examen approfondi ne peut pas dépasser quatre mois (sauf si les parties obstruent volontairement la procédure),.
À la fin de cet examen approfondi, la COMCO peut soit interdire complètement la concentration, ou bien l'autoriser, si certaines conditions sont remplies,. Elle peut également décider que la concentration ne porte pas atteinte à la concurrence, permettant ainsi la réalisation de la concentration.

## Enquêtes et sanctions

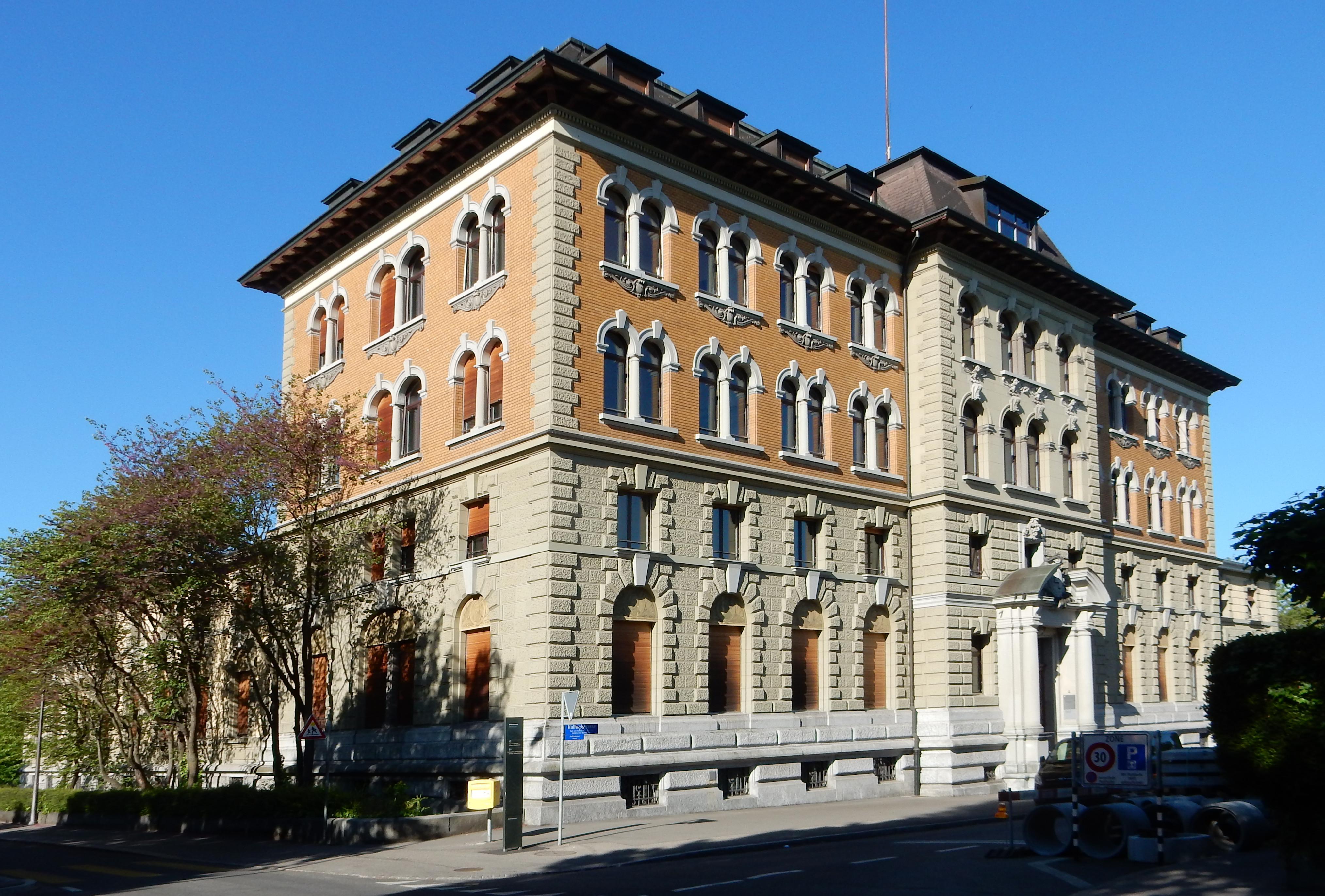
Siège de la Commission de la concurrence à Berne.

La Commission de la concurrence est l'organe suisse responsable pour l'application du droit de la concurrence,. En 2021, elle est composée de douze membres nommés par le Conseil fédéral et d'un secrétariat employant environ 70 personnes. Il s'agit d'une autorité indépendante selon la LCart, rattachée administrativement au Département fédéral de l'économie, de la formation et de la recherche (DEFR),.

### Enquêtes pour restriction illicite de la concurrence
La Commission de la concurrence a la possibilité de lancer une enquête si elle apprend qu'une atteinte illicite à la concurrence a lieu (accord illicite ou abus de position dominante),.

#### Enquête préalable
La COMCO peut ouvrir une enquête préalable d'office, à la demande des entreprises concernées par un accord ou sur dénonciation d'un tiers (comme une organisation de consommateurs),. L'enquête préliminaire a pour but de vérifier si un accord a des conséquences négatives sur la concurrence et s'il y a lieu d'ouvrir une enquête. À ce stade, la procédure de triage est « très informelle » et effectuée par le secrétariat de la COMCO,.
De manière générale, il y a un droit à consulter un dossier administratif (au titre de la procédure administrative ou bien au titre de la transparence). Toutefois, la LCart prévoit que cette dernière peut faire exception à ces principes. Les entreprises faisant l'objet d'une enquête préalable n'ont ainsi pas le droit à consulter les dossiers de la COMCO à ce stade de la procédure,. Cela se justifie d'une part par la protection des dénonciateurs (dans le cas d'un lanceur d'alerte par exemple), d'autre part pour maintenir le caractère informel et rapide de l'enquête préliminaire. Ceci peut toutefois créer quelques conflits avec les garanties de procédure prévu par la Constitution fédérale et la Convention européenne des droits de l'homme, raison pour laquelle le secrétariat de la COMCO peut décider de partager des pièces du dossier avec les parties.
L'enquête préliminaire peut se conclure de deux manières. Le secrétariat de la COMCO peut décider de ne pas ouvrir d'enquête (formelle) lorsqu'il ne trouve pas d'indices allant dans le sens d'une restriction illicite de la concurrence,. Si de tels indices sont toutefois présentent, il décide d'ouvrir une enquête formelle. Le secrétariat est par contre obligé d'ouvrir une enquête formelle si la COMCO ou le DEFR le lui demande,.

#### Enquête formelle
L'ouverture d'une enquête formelle est communiquée de manière officielle, dans la Feuille fédérale et dans la Feuille officielle suisse du commerce. Si l'enquête formelle n'a pas été communiquée correctement, cela n'empêche pas la poursuite de l'enquête (la communication est donc purement déclarative, et non constitutive),,.
Le cas est ensuite traité par le secrétariat de la COMCO, qui prépare le dossier pour les membres de la Commission, qui effectuent l'analyse juridique. Les parties à la procédure sont invitées en cours de procédure afin de prendre position sur les points litigieux.
Si le secrétariat de la COMCO considère qu'il y une restriction illicite de la concurrence, il peut proposer aux parties à une atteinte illicite à la concurrence de conclure un accord à l'amiable,. L'accord peut être conclu à n'importe quel stade de l'enquête. Le but de l'accord est la restauration d'une concurrence effective. L'accord, passé à l'écrit, doit toutefois être approuvé par la Commission sous la forme une décision (de droit administratif) avant d'être contraignant,,. Si une entreprise ne le respecte pas l'accord, alors la COMCO peut prononcer une sanction administrative et condamner l'entreprise en faute à une amende (pouvant aller jusqu'à 10 % du chiffre d'affaires des trois dernières années),.
Si aucun accord à l'amiable n'est trouvé entre les parties et le secrétariat de la COMCO, la COMCO peut émettre une décision, qui fixe de manière unilatérale la manière dont la concurrence peut être restaurée.

### Sanctions
Avec la révision de la LCart en 2003, la COMCO a la possibilité de sanctionner directement certaines atteintes à la concurrence. Seuls les accords horizontaux et verticaux qui constituent des cartels durs, de même que les abus de position dominante, peuvent être sanctionnés,.
La sanction administrative prend la forme d'une amende, d'un montant maximal de 10 % du chiffre d'affaires des trois dernières années réalisé en Suisse,,. Le montant effectif dépend de la gravité de l'entrave à la concurrence et de sa durée.
Dans la pratique, le montant de base pour les cartels horizontaux durs est fixé entre 7 et 10 %, les cartels verticaux durs entre 4 et 6 %. Si le cartel dure entre un an et cinq ans, l'amende de base peut être augmentée jusqu'à 50 %, et jusqu'à 10 % par année si le cartel dure depuis plus de 5 ans (jusqu'à 70 % pour un cartel de sept ans par exemple). S'il existe des circonstances atténuantes, la COMCO en prend compte dans le calcul de l'amende. Le montant total de l'amende (après détermination du montant de base, des suppléments pour gravité ou allégements pour circonstances atténuantes) ne peut toutefois pas dépasser 10 % du chiffre d'affaires des trois dernières années et ne saurait mettre en danger la pérennité économique de l'entreprise.
La COMCO est aussi à prononcer des amendes si des entreprises ne respectent pas ses décisions, violent un accord à l'amiable, effectuent une fusion sans y avoir été autorisées, ou se soustraient à leur l'obligation de collaborer.
Dans le cadre des procédures de sanctions administratives, les garanties de procédure de la Convention européenne des droits de l'homme et de la Constitution fédérale s'appliquent (comme établi par le Tribunal fédéral dans l'arrêt Publigroupe), car ces sanctions revêtent un caractère pénal.

### Programme de clémence
La COMCO a aussi la possibilité de renoncer partiellement ou complètement à une sanction, dans le cadre d'un programme dit de clémence (Bonusregelung (de) en allemand). Ce système s'inspire d'une communication de la Commission européenne datant de 2006,.
Le but principal de ce programme est de favoriser la dénonciation les cartels et de saper la solidarité entre les participants à un cartel,. Si un participant décider de dénoncer le cartel à la COMCO, le travail de cette dernière est facilité ; le programme de clémence constitue une forme de récompense pour la collaboration avec les autorités de la concurrence.

### Recours

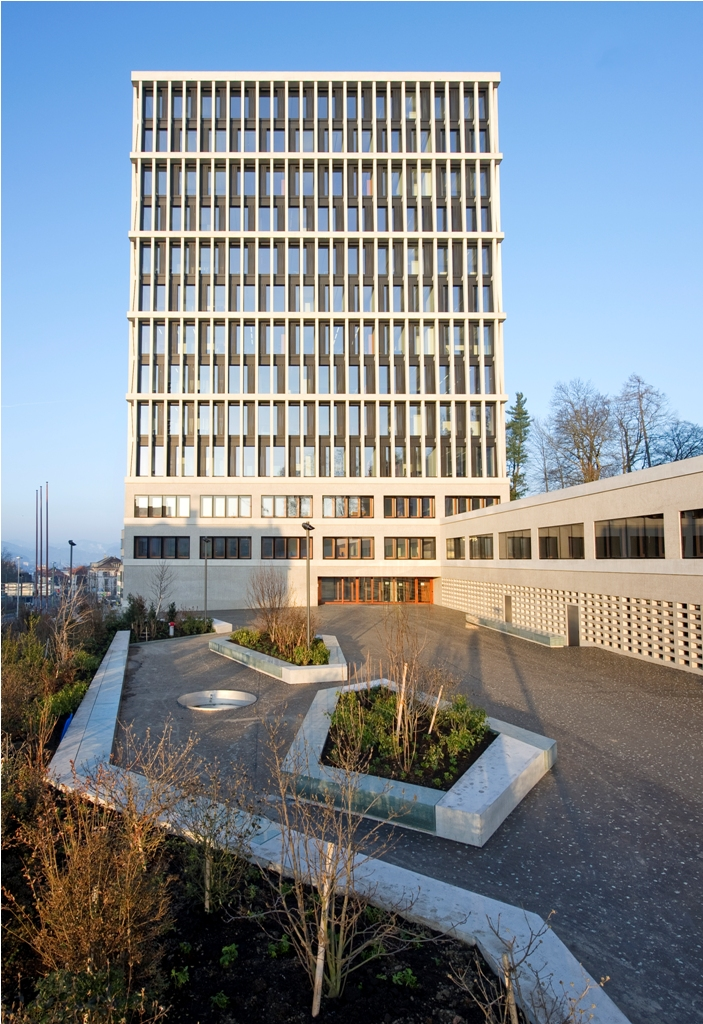
Les décisions et sanctions de la COMCO peuvent faire l'objet d'un recours devant le Tribunal administratif fédéral à Saint-Gall.

Les parties ont la possibilité de faire recours devant le Tribunal administratif fédéral, et par la suite devant le Tribunal fédéral,.

## Jurisprudence

### Arrêt Gaba (2016)
L'arrêt Gaba de 2016 est considéré par Andreas Heinemann (président de la COMCO) comme un événement marquant dans la jurisprudence du Tribunal fédéral dans le droit des cartels.